# Haus Horst (Essen)

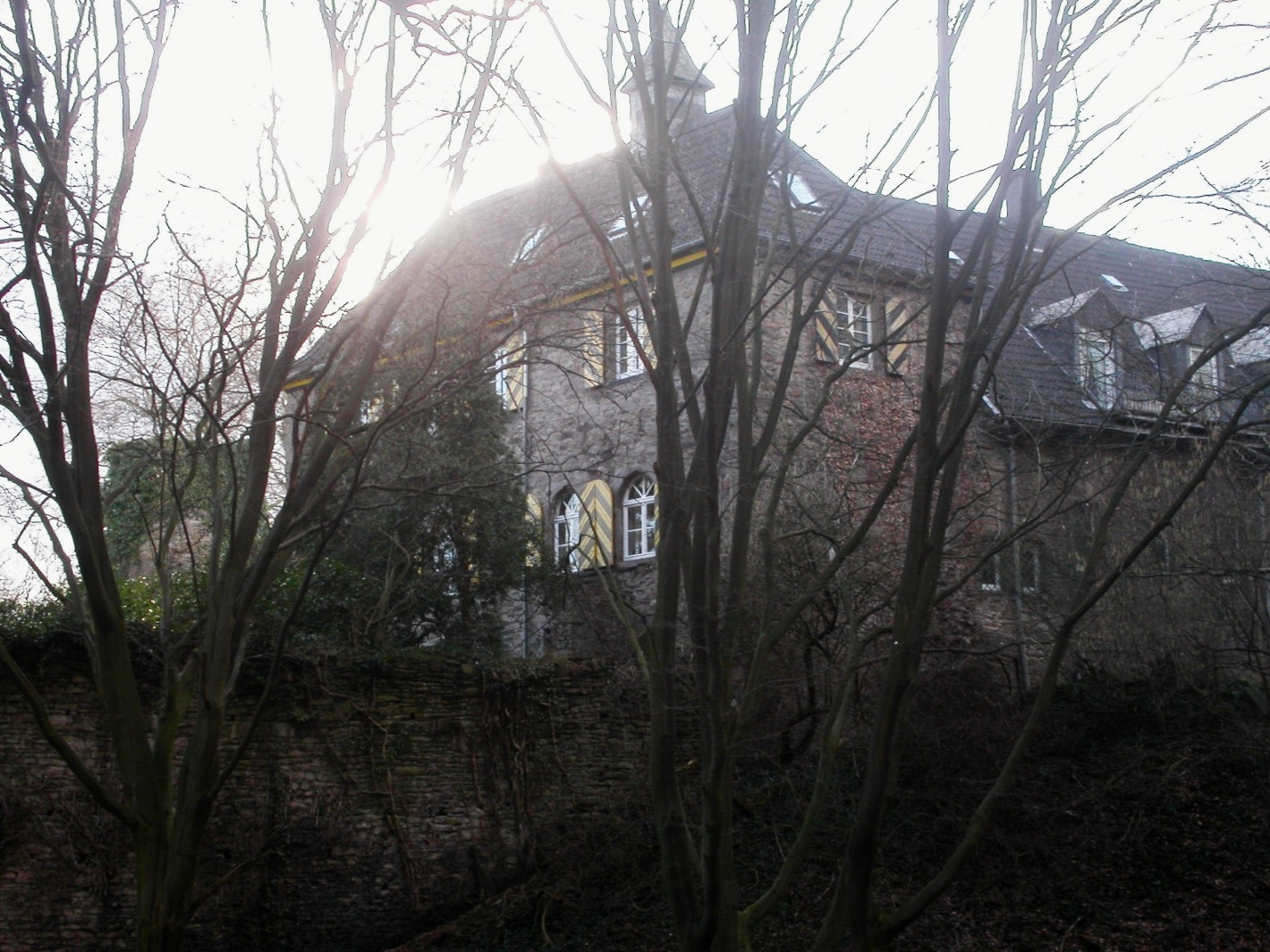
Haus Horst von Nordwesten

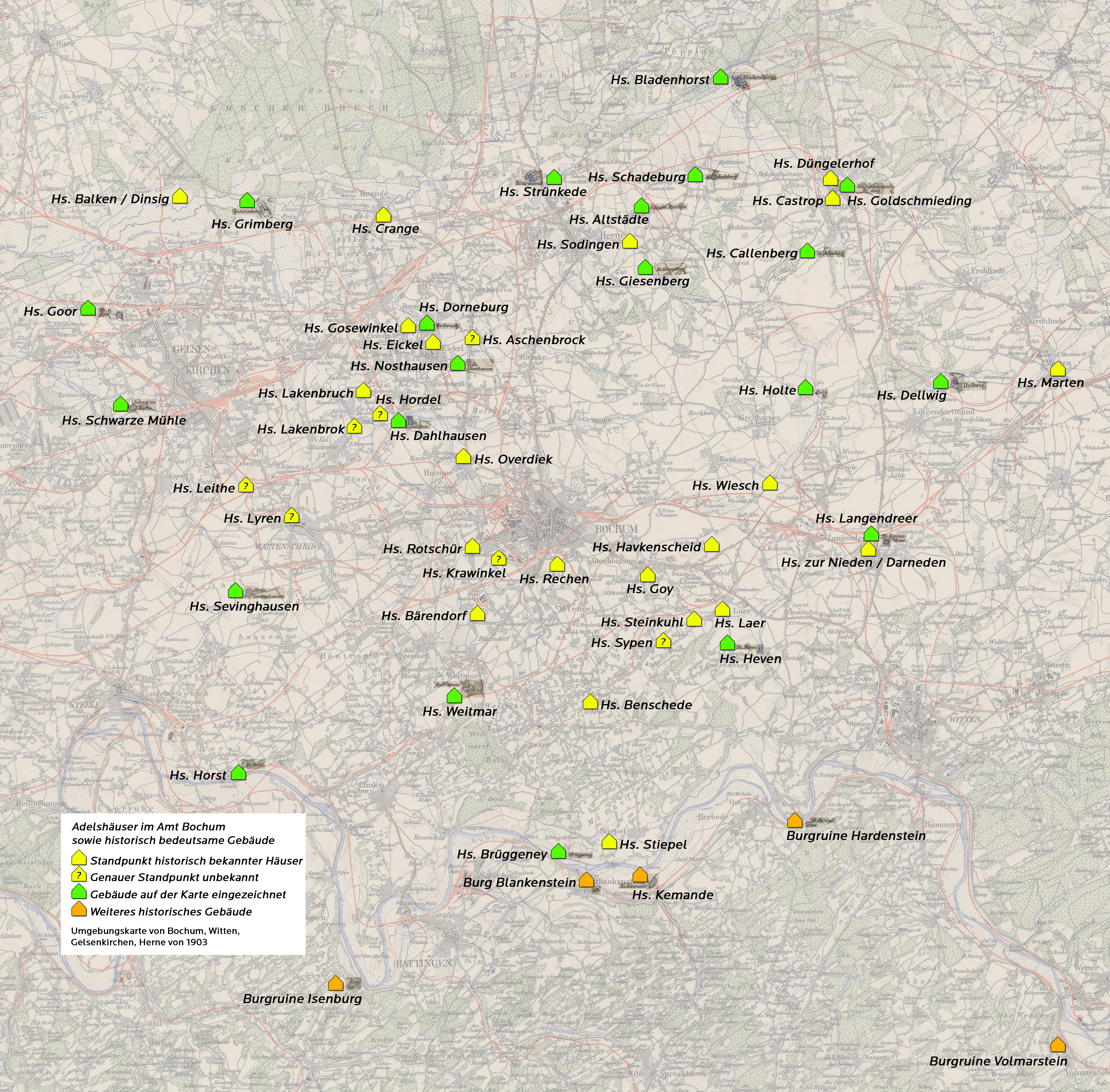
Die Adelssitze und Rittergüter im Amt Bochum mit einer Einzeichnung von Haus Horst

Das Haus Horst, auch Burg Horst genannt, ist ein ehemaliger Rittersitz am nördlichen Ruhrufer hoch über dem Fluss im Essener Stadtteil Horst. Es steht als Bau- und als Bodendenkmal unter Denkmalschutz.

## Geschichte

### Ungeklärte Anfänge
Die genaue Entstehungszeit von Haus Horst ist unbekannt. Es ist möglich, dass es ein Nachfolger der unmittelbar benachbarten Vryburg war, jedoch konnte diese Vermutung bisher nicht wissenschaftlich belegt werden. Beide Anlagen liegen an einer alten Furt über die Ruhr an einer Abzweigung des im Mittelalter bedeutenden Hellwegs. Möglicherweise sollten sie diese kontrollieren und schützen.
Das Geschlecht der Herren von Horst ist seit dem 12. Jahrhundert belegt. Deren Mitglied Heinrich von Horst wird im Jahr 1280 als Drost der Grafen von Berg genannt. 1282 ist sein Bruder Hugo als Marschall der Essener Fürstäbtissin Berta von Arnsberg belegt. Die Familie war damit in den Stand von Ministerialen aufgestiegen, was dem Rang eines unfreien Ritters entsprach. Damit gehörte sie zu den bedeutendsten Geschlechtern im Gebiet des Reichsstiftes Essen. Der Adelssitz Haus Horst wird jedoch erst in Urkunden des 14. Jahrhunderts genannt, zuvor stand auf dem Areal ein bäuerliches Anwesen.

### Wechselnde Besitzer
Nachdem die Herren von Horst um 1400 ausgestorben waren, sah die Anlage nachfolgend wechselnde Besitzer. 1457 kam es an Bernd von Voerst und war später im Besitz der Familie von Schüren. Von 1644 bis 1652 gehörte es Alexander II. von Velen, der es im Dreißigjährigen Krieg zu viel Wohlstand gebracht hatte. 1663 ging es an Johann Heinrich von Ree(r)de über, ehe Jobst Dietrich Freiherr zu Wendt 1674 Besitzer wurde.
Zu Beginn des 19. Jahrhunderts gehörte die Anlage einem Mitglied der Familie „Wendt auf Hardenberg“, die sie an Friedrich Wilhelm Fürchtegott Niemann verpachtete. Dessen Sohn Friedrich Ludwig ließ auf dem westlichen Gelände des Rittersitzes 1840 die heutige Villa Vogelsang errichten. Das Anwesen ging 1910 durch eine Versteigerung an den Unternehmer Wilhelm Vogelsang über und blieb bis in die 1970er Jahre in dessen Familienbesitz.
Im Jahr 1934 erfolgten unter Ernst Kahrs, Direktor des Ruhrlandmuseums, Ergänzungen und Restaurierungen im südlichen Teil der einstigen Vorburg, ehe diese 1945 umgestaltet wurde.

### Haus Horst heute
Der Industrielle Hans-Dieter Abring erwarb Haus Horst im Jahr 1980 und gründete das „Foto-Museum Burg Horst“, dessen Sammlung Exponate wie eine Camera obscura und Laterna magica sowie Fotoapparate ab 1839 und Stücke zur dreidimensionalen Fotografie umfasst. Sie kann nach Vereinbarung besichtigt werden.

## Beschreibung

### Heutige Bausubstanz

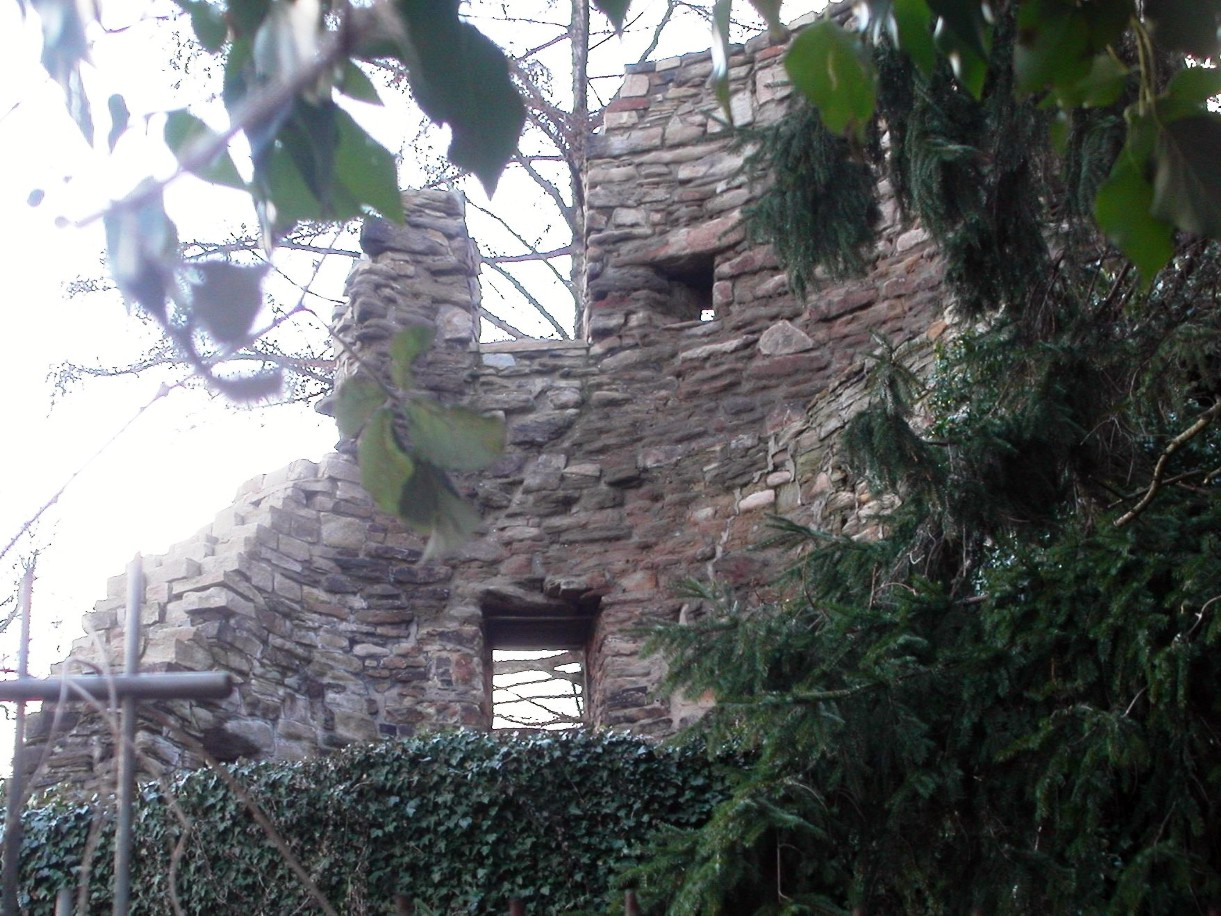
Ruine eines Wehrturms

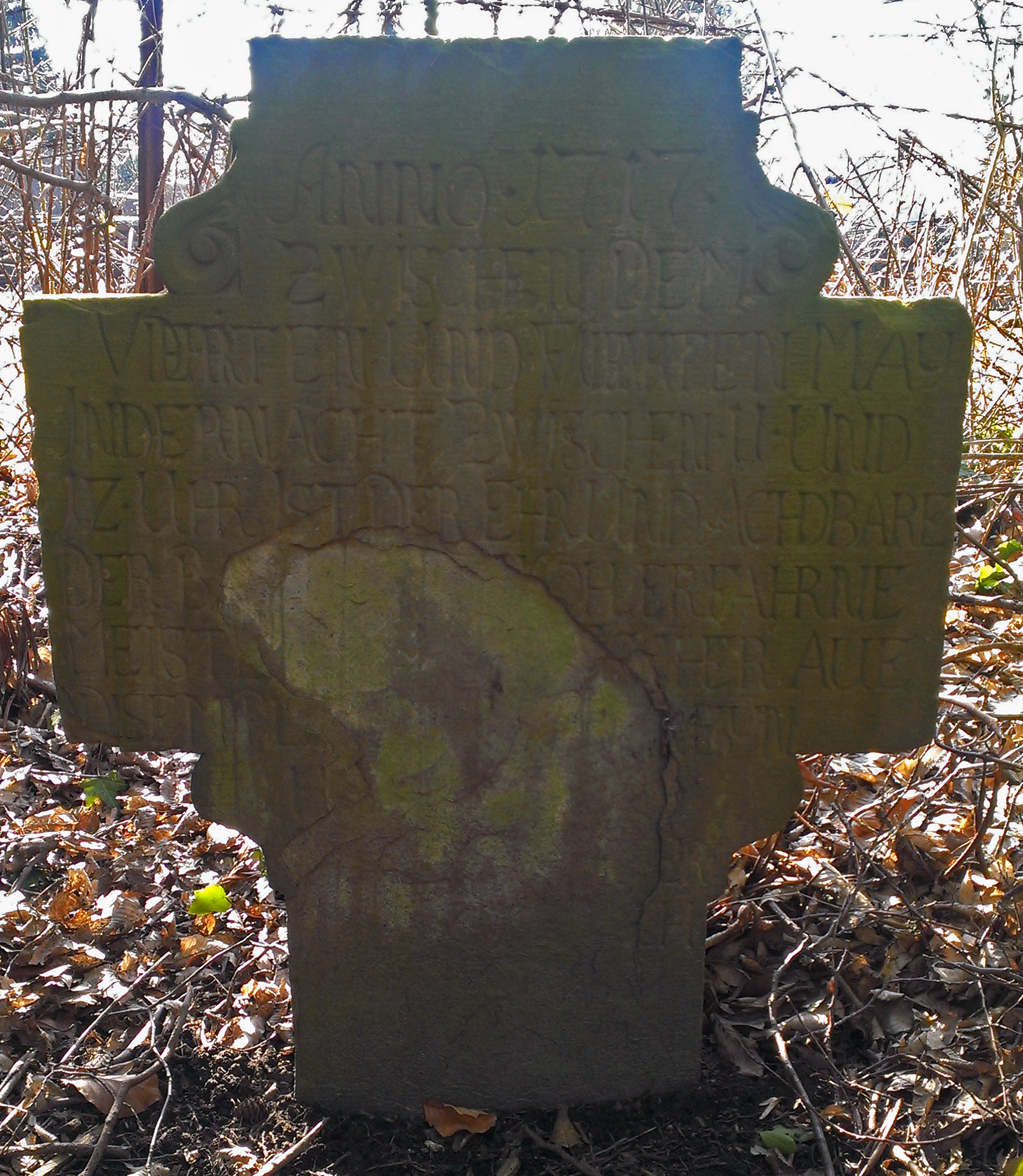
Mordkreuz

Die Anlage misst heute etwa 150 × 150 Meter. Von der historischen Bausubstanz ist nur noch ein Teil erhalten. Dazu zählen, neben bisher nicht erforschten Gewölbe- und Mauerresten im Boden, zwei Rundtürme und die Ringmauer der etwa aus dem 17. Jahrhundert stammenden Vorburg im Osten des Areals, die auch Turnierhof genannt wird. Des Weiteren ist die ehemalige Meierei erhalten. Deren L-förmiger Bau im Stil der Renaissance stammt aus der Zeit um 1680 und soll mit den Steinen der verfallenen Hauptburg errichtet worden sein. Er misst in der Länge etwa 32 Meter und ist von einem Walmdach abgeschlossen, das auf dem kürzeren Südflügel mit einem Dachreiter versehen ist.
Der Meierei schließt sich nordwestlich die einstige Kapelle von 1359 an. Der kleine Sakralbau besitzt ein romanisches Gewölbe, Spitzbogenfenster und ein – heute vermauertes – rundbogiges Portal. Die Kapelle wird – ebenso wie die Meierei – heute zu Wohnzwecken genutzt.

### Mordkreuz
Etwa 100 Meter nordwestlich von Haus Horst erinnert am Rand seines Zufahrtsweges der sogenannte Mordstein – ein niedriges Steinkreuz mit Inschrift – an den am 4. Mai 1717 von Räubern ermordeten Baumeister Conrad Fischer. Das Kreuz steht seit August 2008 als eigenständiges Baudenkmal unter Denkmalschutz.

### Mahnmal

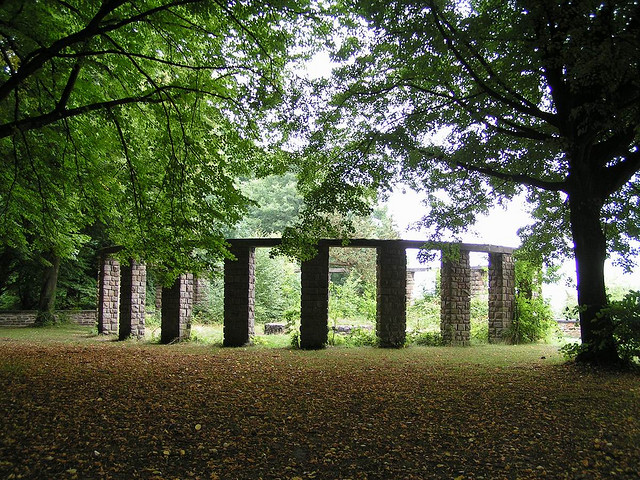
Ruhrkämpferehrenmal nahe Haus Horst

Südlich von Haus Horst befindet sich ein Denkmal in Form eines Rings aus gemauerten Stelen, das so genannte Ruhrkämpferehrenmal. Es wurde 1934 von den Nationalsozialisten auf Initiative des pensionierten Generals Oskar von Watter zum Gedenken an die 1918 bis 1920 bei Kämpfen gegen streikende und revolutionäre Arbeiter und bei der Niederschlagung des Ruhraufstands ums Leben gekommenen Mitglieder rechtsgerichteter Freikorps, Einwohnerwehren, Reichswehr- und Polizeieinheiten errichtet.
Das Grundstück wurde von Wilhelm Vogelsang zur Verfügung gestellt. Unter Mitwirkung des zum damaligen Zeitpunkt noch freiwilligen Reichsarbeitsdienstes wurde der benötigte Ruhrsandstein aus dem benachbarten Steinbruch Silberkuhle gewonnen. Die Kreisform des von dem Architekten und ehemaligen Führer der Essener Einwohnerwehr Paul Dietzsch (1875–1943) entworfenen Ehrenmals erinnert entfernt an das damals in Deutschland noch recht unbekannte Stonehenge. Heute ist der Platz ein Mahnmal für die Auseinandersetzungen um die Gründung der ersten Republik in Deutschland und erinnert an die Opfer aller Seiten.